# Nouvelles Mythologies
Nouvelles Mythologies est un recueil de 57 textes rédigés par des auteurs, journalistes et éditorialistes sous la direction de Jérôme Garcin et publié en 2007 pour célébrer les 50 ans de la parution du recueil de Roland Barthes, Mythologies.

## Liste des mythes et de leurs auteurs
- Le speed dating par Nelly Arcan
- Michel Houellebecq par Pierre Assouline
- Les 35 heures par Jacques Attali
- Le 20 heures par Marc Augé
- Le plombier polonais par Nicolas Baverez
- Le GPS par Frédéric Beigbeder
- Les journaux gratuits par Patrick Besson
- Les compagnies Low Cost par Bessora
- La nouvelle Ève par Pascal Bruckner
- Le patch par Boris Cyrulnik
- Les séries télévisées par Charles Dantzig
- L'iPod par Angie David
- Zidane par Jacques Drillon
- Le sushi par Jean-Paul Dubois
- La Star Academy par Benoît Duteurtre
- Les nouveaux amoureux par Christine Fiszcher
- Le botox par Sophie Fontanel
- Le commerce équitable par Francois Forrestier
- La nouvelle chanson française Thierry Gandillot
- Le corps nu d'Emmanuelle Béart par Jérôme Garcin
- Les tentes rouges des SDF par Bernard Géniès
- La capsule Nespresso par Alix Girod de l'Ain
- Le voile par Patrick Grainville
- Le SMS par Didier Jacob
- La pensée unique par Denis Jeambar
- Le 21 avril 2002 par Laurent Joffrin
- Kate Moss par Marc Lambron
- Le déclinisme par Aude Lancelin
- Le 11 septembre 2001 par Claude Lanzmann
- Le 4x4 par David Le Breton
- La fièvre de l'authentique par Gilles Lipovetsky
- Le wifi par Alain Mabanckou
- Les people par Patrick Mauriès
- Google par Jacques-Alain Miller
- La poussette surdimensionnée par Catherine Millet
- Arcelor et Mittal par Ghislaine Ottenheimer
- La passion des sondages par Thierry Pech
- Fumer tue par Emmanuelle Pierrat
- Le football roi par Bernard Pivot
- Les OGM par Fabrice Pliskin
- La mort de l'abbé Pierre par Patrick Poivre d'Arvor
- Le phénomène Ducasse par Gilles Pudlowski
- Les bobos par Serge Raffy
- Le blog par Patrick Rambaud
- Le tailleur de Segolène par Philippe Raynaud
- Le grand cabas de fille par Jacqueline Rémy
- La gariguette par Jean-Marie Rouart
- La racaille et le Kärcher par Daniel Sibony
- La Smart par Yves Simon
- L'euro par Philippe Sollers
- Le digicode par François Taillandier
- Le coaching par Philippe Val
- Parce que je le vaux bien par Georges Vigarello
- La délocalisation par Paul Virilio
- Le vélo en ville par Frédéric Vitoux
- Nicolas Hulot par Arnaud Viviant